# Sera Markoff
Sera Brodie Markoff (Minneapolis, 6 juli 1971) is een Amerikaanse astrofysicus en hoogleraar theoretische hoge-energie astrofysica aan de Universiteit van Amsterdam. Ze is lid van het Event Horizon Telescope-team dat de eerste afbeelding van een zwart gat produceerde.

## Opleiding en carrière
Sera Markoff studeerde natuurkunde aan het Massachusetts Institute of Technology en behaalde in 1993 een Bachelor of Science in natuurkunde. In 1996 behaalde ze een Master of Arts aan de Universiteit van Arizona in de theoretische astrofysica, en in 1999 promoveerde ze in hetzelfde veld bij Fulvio Melia op een proefschrift met de titel High-energy processes in the Galactic center. 
Ze was een Alexander von Humboldt Foundation Research Fellow aan het Max Planck Instituut voor Radioastronomie in Bonn van 2000 tot 2002 en een National Science Foundation Astronomy & Astrophysics Postdoctoral Fellow aan het Massachusetts Institute of Technology van 2002 tot 2005. In 2006 trad ze toe tot de Universiteit van Amsterdam als universitair docent. Ze werd universitair hoofddocent in 2008 en hoogleraar in 2017.
In 2019 werd ze een van de redacteuren van het tijdschrift Astroparticle Physics.

## Onderzoek
Het onderzoek van Sera Markoff richt zich op het raakvlak tussen astrofysica en deeltjesfysica. Ze kijkt naar processen die plaatsvinden rond dichte objecten zoals zwarte gaten en neutronensterren. Markoff is lid van een aantal grootschalige onderzoeksprojecten, waaronder de Low-Frequency ARay (LOFAR) en de Cherenkov Telescope Array. Verder is ze coördinator van een werkgroep en lid van de wetenschapsraad van de Event Horizon Telescope, die de eerste afbeelding van een zwart gat in Messier 87 produceerde.

## Prijzen en onderscheidingen (selectie)
- 2007: Vidi-beurs[3]
- 2014: Fellow van de American Physical Society[6]
- 2015: Vici-beurs[7]
- 2015: Beatrice M. Tinsley Centennial Visiting Professorship University of Texas in Austin[3]
- 2019: Willem de Graaffprijs[8]
- 2020: NWO Diversity Initiative Award[9]
- 2024: Lid van de KNAW[10]

## Weblinks
www.seramarkoff.com

## Publicaties
- Markoff S et al. (2005). Going with the flow: can the base of jets subsume the role of compact accretion disk coronae? Astrophys. J. 635: 1203–1216